# Логинов, Виталий Павлович
Виталий Павлович Логинов (20 марта 1950, Казань, Татарская АССР, РСФСР — 10 сентября 2016, Казань, Татарстан, Российская Федерация) — советский и российский архитектор, главный архитектор Казани (1992—1995), лауреат Государственной премии Российской Федерации.

## Биография
В 1973 г. окончил архитектурный факультет Казанского строительно-инженерного института.
- 1973—1990 гг. — архитектор Ленинского района г. Казани,
- 1990—1992 гг. — заместитель главного архитектора,
- 1992—1995 гг. — главный архитектор г. Казани,
- 1994 г. — организовал персональную творческую мастерскую «ВЕЛП» и стал её первым руководителем,
- 1995—2005 гг.— заместитель начальника главного управления архитектуры и градостроительства при главе администрации Казани.

С мая 2006 г. — председатель правления Союза архитекторов и проектировщиков Республики Татарстан.
Под его непосредственным руководством и при участии был запроектирован и построен ряд значимых объектов: здание КМПО, проект детальной планировки северо-восточной части Казани, мечеть «Булгар», духовная семинария с надворной церковью, Большой концертный зал Республики Татарстан, привокзальная площадь, здание МВД РТ. По проектам его мастерской «ВЕЛП» реконструированы Государственного большого концертного зала Республики Татарстан, интерьеры резиденции президента Татарстана в Казанском кремле и комплекс зданий мэрии Казани. Под его руководством в столице РТ построены здания казанского «Баскет-холла» и пенсионного фонда, торгово-развлекательный комплекс «Тандем», гостиничный торгово-развлекательный комплекс «Корстон».

## Награды и звания
Награждён орденом «Знак Почета».
Лауреат Государственной премии Российской Федерации (1999). Заслуженный архитектор Татарской АССР (1985).